# Brahehus
Brahehus er tidligere residens for den svenske adelsfamilie Brahe. Byggeriet blev påbegyndt af Per Brahe den yngre i 1637, men færdiggjordes først i midten af 1650'erne.
Brahehus er højt beliggende med sine 270 meter over havet og 180 meter over søen Vättern, hvilken der er imponerende udsigt over, fra slottets vestside.
Herregården var oprindeligt tænkt som fritidsbolig, men blev i praksis anvendt til indkvartering af familiens gæster.
I efteråret 1708 udbrød en voldsom brand i Uppgränna der er lokaliseret for foden af Grännaberger. Denne spredte sig hele vejen op af bjerget, og resulterede i en total nedbrænding af boligen, der i dag står som en ruin.
I 2012 blev Biosfæreområdet Östra Vätterbranterna oprettet syd for Brahehus.